# Antoní de Piacenza
Antoní de Piacenza (Alt Egipte?, segona meitat del segle iii - Travo, Val Trebbia, prop de Piacenza, Emília-Romanya, Itàlia, 303), segons la tradició, va ésser un militar de l'exèrcit romà i membre de la Legió Tebana. Convertit al cristianisme, fou mort per la seva fe. És venerat com a sant i màrtir per totes les confessions cristianes.

## Vida i llegenda
La majoria de les dades que se'n conserven semblen llegendàries, tot i ésser antigues. Podrien, però, correspondre a un sant màrtir local al qual s'atribuí la llegenda posterior, que el feia membre de la Legió Tebana.
La tradició el fa soldat a la Legió Tebana, composta per cristians de l'Alt Egipte i comandada per sant Maurici. Era, probablement, originari d'Egipte i, amb la legió, destinats a Helvècia, al territori d'Agaunum, l'actual Saint-Maurice (Valais). Probablement desembarquessin a Itàlia i, per alguna raó desconeguda, Antoní es va quedar a Piacenza. Antoní fou detingut en 303 i decapitat a Travo (Val Trebbia).

## Veneració
El primer bisbe de Piacenza, Victori (322-357), el va declarar patró de la ciutat i aixecà la primera capella a la rodalia de la ciutat en 324. Restaurada en 903 i reedificada després és avui la basílica de Sant'Antonino, que conserva les relíquies del sant a l'altar.